# Lycoming LTS101
La Honeywell (antes Lycoming) LTS101 es una familia de motores turboeje que oscilan desde los 650 a los 850 caballos de potencia en eje, usados en varios helicópteros de éxito comercial, y, como turbohélice LTP101, en aviones ligeros. Ambos modelos llevan la designación militar estadounidense T702.
Turbina LTS 101-600 A2 615 Hp compresor mixto de una etapa axial y una centrífuga, se utilizó en la versión ensamblada en Estados Unidos del helicóptero Ecuriel versión AS350D Astar.
Actualmente existen variantes superiores en rendimiento de esta turbina como las LTS101-750B-2 de 654 HP continuos y la versión LTS101-850B-2 de 746 HP máximo continuo.

## Variantes
LTP101-600
LTP101-700
LTS101-600A-2
LTS101-600A-3
LTS101-600A-3A
LTS101-650B-1
LTS101-650B-1A
LTS101-650C-2
LTS101-650C-3
LTS101-650C-3A
LTS101-700D-2
LTS101-750A-1
LTS101-750B-2
LTS101-750C-1
LTS101-850B-2
T702

## Aplicaciones
- Bell 222A, B y UT
- Eurocopter AS350 AStar
- Eurocopter HH-65 Dolphin
- HH-65A/B Dolphin
- MBB/Kawasaki BK 117
- Air Tractor AT-302
- Piaggio P.166